# Basilika Mariä Namen

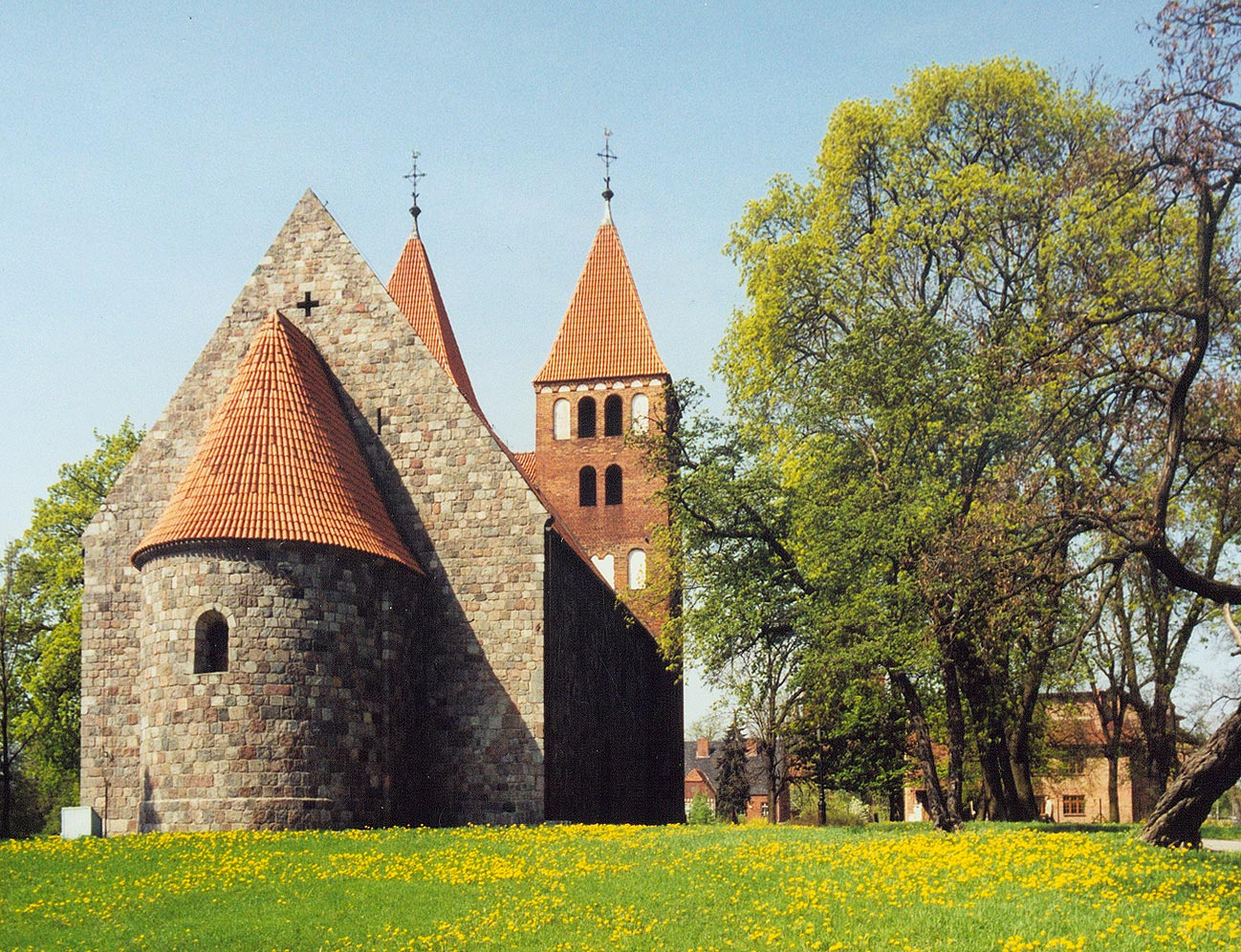
Basilika Mariä Namen

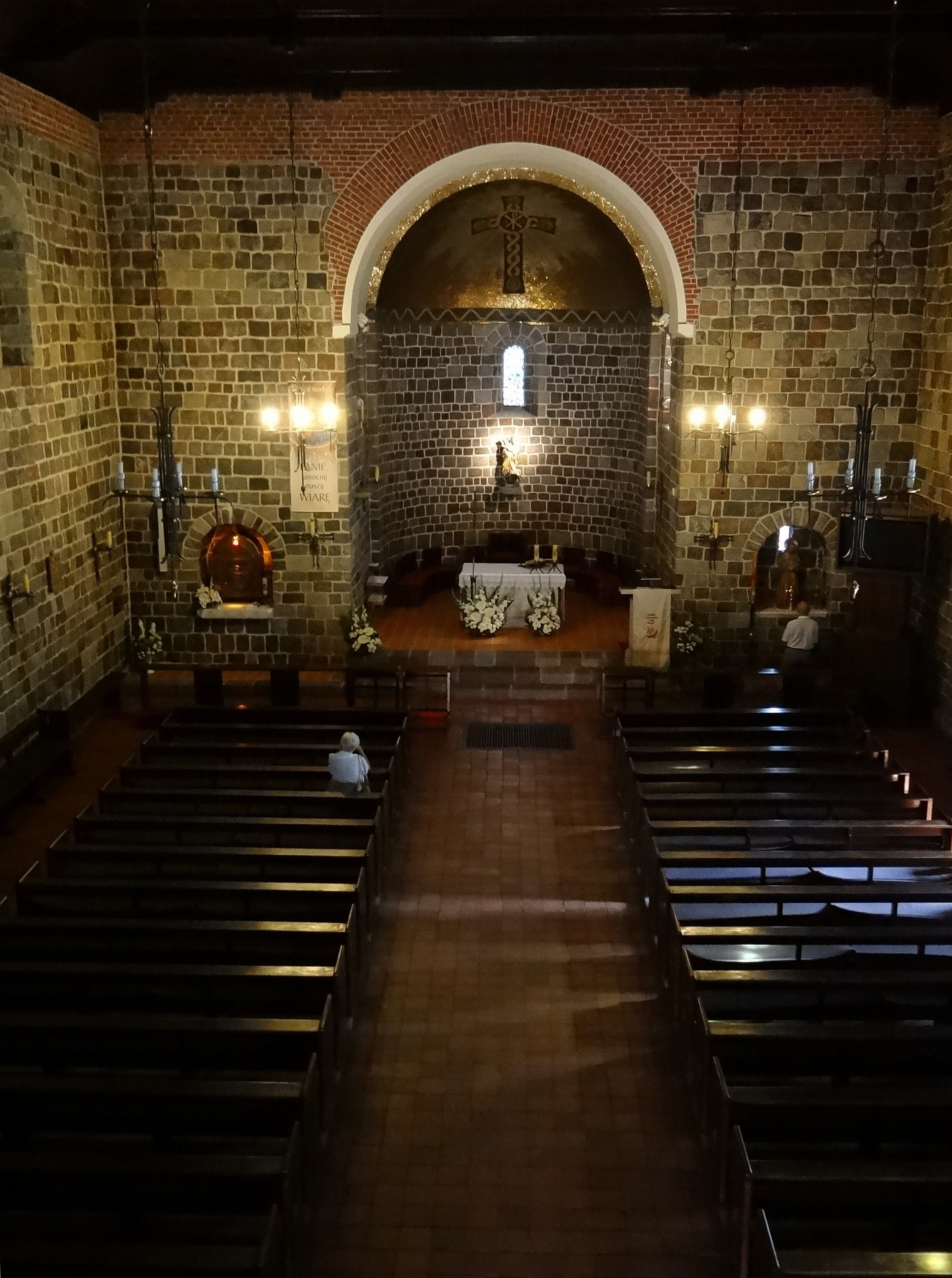
Innenraum

Die Basilika Mariä Namen (polnisch Bazylika Imienia Najświętszej Maryi Panny) ist eine römisch-katholische Kirche in Inowrocław in der Woiwodschaft Kujawien-Pommern, Polen. Die Pfarrkirche des Bistums Gniezno trägt den Titel einer Basilica minor. Die romanische Kirche stammt aus dem 12. Jahrhundert und ist denkmalgeschützt.

## Geschichte
Das auch noch unter dem Namen Ruine bekannte Gebäude befindet sich auf einer Moränenerhebung, dem so genannten Weißen Berg, der schon seit der Römerzeit besiedelt ist. Die Kirche ist umgeben von dem ältesten und teilweise erhaltenen Friedhof Inowrocławs. Die Kirche wurde Ende des 12. oder Anfang des 13. Jahrhunderts erbaut. Weder der Gründer noch die genaue Entstehungszeit sind bekannt. Der Bau der Kirche begann höchstwahrscheinlich in der zweiten Hälfte des 12. Jahrhunderts mit der Gründung durch Herzog Leszek, Sohn von Bolesław IV., dank der Einnahmen aus der Salzgewinnung. Zu Beginn wurden ein steinernes Kirchenschiff und ein Chorraum errichtet. Seine Fundamente wurden absichtlich auf fünf symmetrisch angeordnete Grundmauern gestellt. Wahrscheinlich stand sie im Zusammenhang mit dem christlichen Reliquienkult, vermischt mit dem heidnischen Kult des sogenannten Bauopfers. Die Backsteintürme wurden in der zweiten Bauphase, zu Beginn des 13. Jahrhunderts, errichtet.
Die für eine einschiffige Kirche bedeutsame Breite (12,40 m) lässt vermuten, dass ursprünglich geplant war, den Innenraum in drei Schiffe zu unterteilen, was nicht realisiert wurde. Die Strenge und Schlichtheit der architektonischen Formen lässt vermuten, dass der Architekt und seine Helfer aus Brandenburg oder Sachsen kamen, wo ähnliche Gebäude gebaut wurden. Die Abmessungen der Granitschläge sind in der Höhe ähnlich hoch wie die in der Abteikirche St. Marien in Czerwińsk nad Wisłą verwendeten, was mit der Beteiligung der masowischen Steinmetzwerkstatt am Bau des Gebäudes zusammenhängen könnte. Romanische Ziegelsteinpartien, die im Wendischen Band gemauert wurden, deuten darauf hin, dass eine Ziegelwerkstatt aus Brandenburg oder Schlesien herangezogen wurde.
Am 6. November 1233 fand hier die Synode des Diözesanbischofs von Kujawien statt, Michael von Leslau, was darauf hindeutet, dass die Bauarbeiten vor diesem Datum abgeschlossen wurden. Im 14. Jahrhundert wurde der Chor nach Osten erweitert und die halbkreisförmige Apsis durch einen polygonalen Abschluss mit Strebepfeilern ersetzt.
Am Ende des 16. Jahrhunderts begann sie an Bedeutung zu verlieren und wurde zu einer Filialkirche. 1779 stürzte die Ostwand des Chorraums mit einem Teil der Gewölbe ein. Im Jahr 1792 wurde der teilweise eingestürzte Südturm wiederaufgebaut, der Chor wurde beim Wiederaufbau mit einer geraden Wand geschlossen.
1816 wurde die Kirche wegen einer drohenden Baufälligkeit geschlossen. Im Dezember 1834 wurde sie bei einem Brand zerstört und verwandelte sich in eine Ruine. In den Jahren 1900–1902 wurde sie (auf Initiative von Pater Antoni Laubitz) nach den Plänen von Julius Kohte, posenscher Provinzialkonservator, rekonstruiert. Nach dem Prinzip der Stileinheit wurden dann die Spuren des gotischen Chors und barocker Einbauten beseitigt und u. a. die halbkreisförmige romanische Apsis rekonstruiert.
In der Zwischenkriegszeit war sie eine Mittelschulkirche. Während der Besatzungszeit verwandelten die Nazis das Denkmal in ein Möbellager und konfiszierten die Glocken. Nach dem Krieg, zu dessen Ende sie 1945 verwüstet wurde, wurde das Gebäude weiter renoviert. Vorausgegangen waren eine archäologische Untersuchung in den Jahren 1950–1952 und eine Inspektion der Konservierungskommission. Die gesamte Struktur wurde verstärkt, der Boden mit Keramikfliesen ausgekleidet und das Innere neugestaltet, wobei die Strenge der Stein- und Ziegelmauern freigelegt und Buntglasfenster eingefügt wurden. 1979 gab es wieder ein Geläut im Turm.
Am 3. Mai 1980 wurde durch Primas Stefan Wyszyński der Rang der Pfarrkirche wiederhergestellt. Papst Benedikt XVI. erhob die Kirche 2008 in den Rang einer Basilica minor.

## Architektur

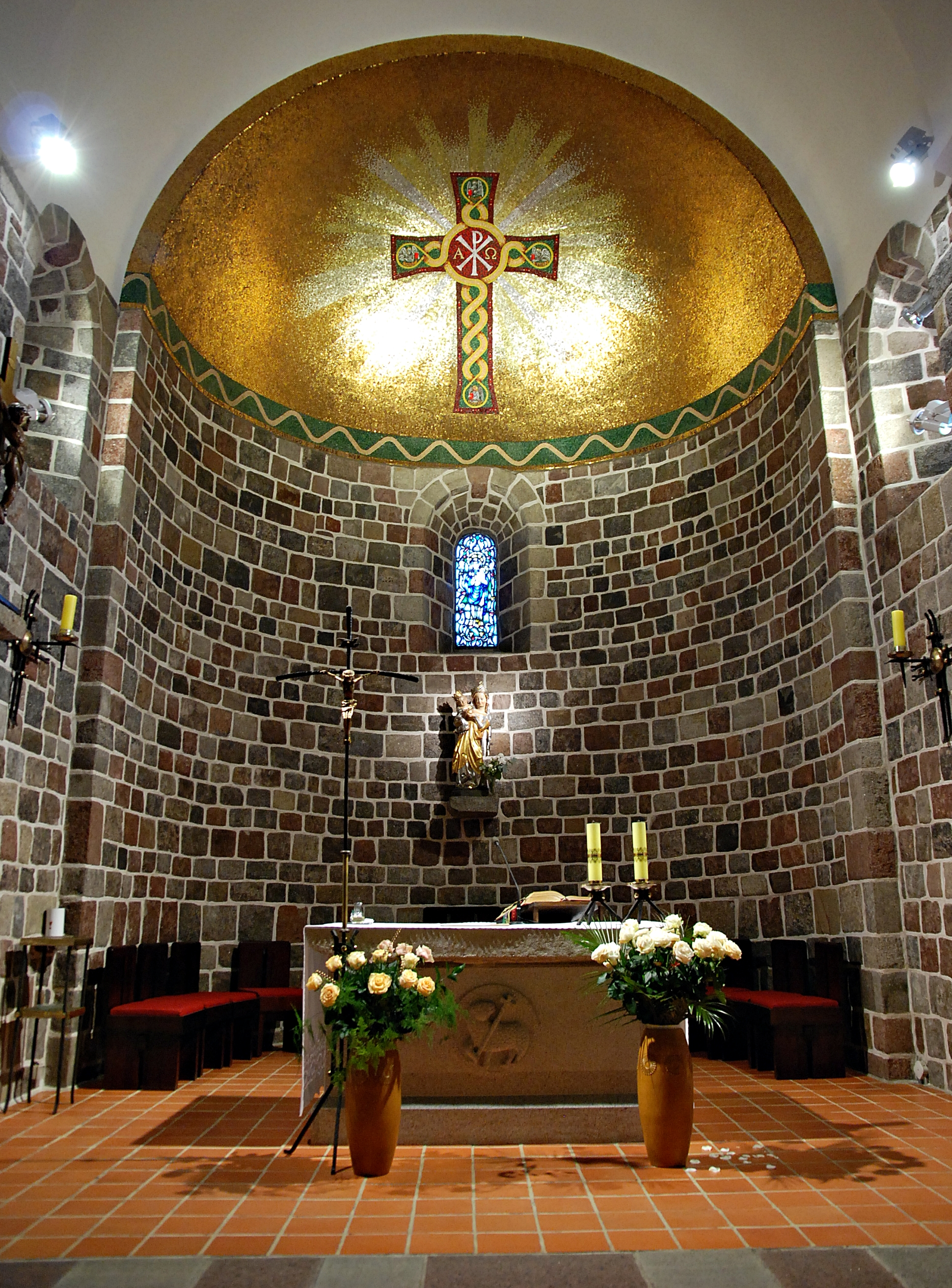
Chorraum mit Glas-Gold-Mosaik

An die geostete Saalkirche auf rechteckiger Fläche ist ein eingezogener kurzer Chor mit einer runden Apsis angeschlossen. Die bis zu 1,6 Meter dicken Mauern aus behauenem Granitstein besitzen hochliegende, kleine Fenster in der Form von Schießscharten. Diese zeigen den Charakter als Verteidigungsbau (im wörtlichen Sinne – gegen feindliche Truppen, aber auch metaphysisch – gegen das Böse). Die Westseite besitzt eine aus Ziegelstein aufgesetzte Doppelturmfassade. Das Kirchenschiff ist mit einer flachen Holzdecke bedeckt.
Die authentischsten Teile des heutigen Kirchenkörpers sind das Erdgeschoss des Südturms und die Nordwand des Kirchenschiffs. Im Untergeschoss des Südturms ist das ursprüngliche Steinkreuzgewölbe erhalten geblieben.
Drei romanische Portale mit glatten Tympana führen in den Innenraum mit drei Altar-Nischen, auf die sich die These der früheren Funktion der Stiftskirche mit drei Priestern stützt. An den Wänden (vor allem an der äußeren Nordwand) befinden sich Gravuren und Basreliefs, die groteske menschliche und teuflische Masken, fantastische Tiere und Kreuze darstellen, die wahrscheinlich apotropäische und didaktische Funktionen erfüllen, die so genannte Bibel der Armen. Wahrscheinlich wurden sie auf vorchristlichen Kultsteinen geschaffen, die wieder in die Wände der Kirche eingebaut wurden, wodurch ihre sakralen Funktionen betont wurden.
Der Körper, der Grundriss, das verwendete Material und der Skulpturenschmuck entsprechen der Wahrnehmung des christlichen Gotteshauses als irdisches Spiegelbild des himmlischen Jerusalems, die im Mittelalter weit verbreitet war. Bestattungen unter den Fundamenten des Chorraums, äußere Gravuren und Basreliefs, die die Vermittlung der christlichen Religion mit magischen Funktionen verbinden, verweisen auf die Überreste alter heidnischer Bildwelten in der örtlichen Gemeinde, die im 12. Jahrhundert noch nicht ausgestorben waren.

## Ausstattung

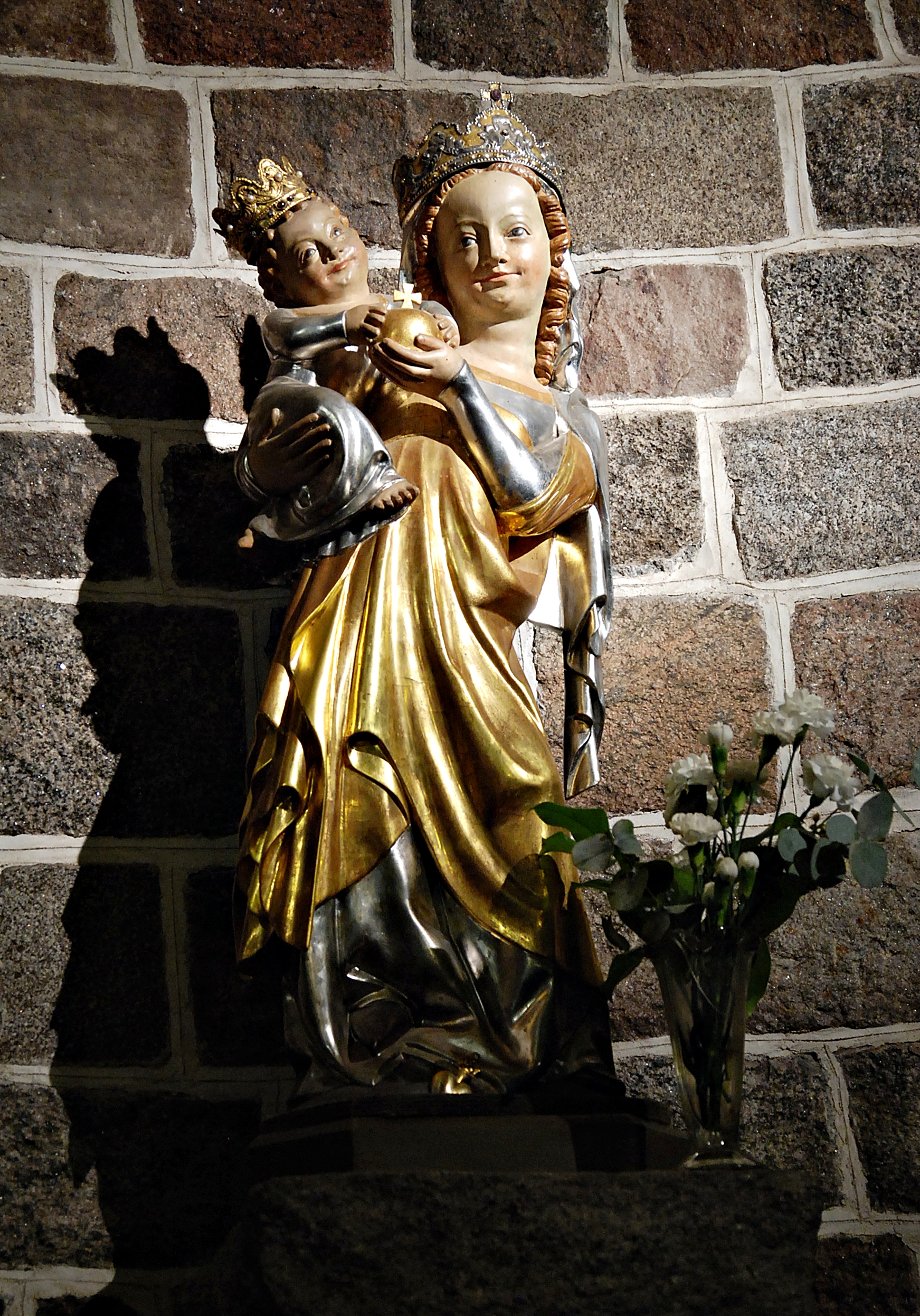
Lächelnde Madonna mit dem Jesuskind

Die wertvollste Innendekoration ist eine gotische Skulptur der Lächelnden Madonna mit dem Jesuskind aus den Jahren 1370–1380, die im Hauptaltar aufgestellt und von einem Schrein umgeben ist. Es ist wahrscheinlich das Werk der Meister-Madonna von Skarbimierz. Im 18. Jahrhundert erhielt es eine silberne Rokoko-Krone und 1936 eine neue Polychromie. Die Barockskulptur des Apostels Simon stammt aus dem 18. Jahrhundert. Das Gewölbe des Chorraums, das 2005 von Ewa Pasoń gestaltet wurde, ist mit einem zeitgenössischen, an romanische Muster angelehnten Glas-Gold-Mosaik verziert.

## Orgel
Die moderne, vierzehn Register umfassende Orgel wurde 2009 von der polnischen Orgelbaufirma Zych Zakłady Organowe auf der Empore installiert. Sie verfügt über Schleifladen sowie eine mechanische Traktur und hat die folgende Disposition:
| Manuał I C–g3  |        |
| Pryncypał      | 8′     |
| Rurflet        | 8′     |
| Salicet        | 8′     |
| Oktawa         | 4′     |
| Rurflet        | 4′     |
| Nasard         | 2 ⁄3′  |
| Terz           | 1 3⁄5′ |
| Oktawa         | 2′     |
| Flet           | 2′     |
| Mixtura 3-fach |        |
| Dulcjan        | 8′     |

| Manuał II C–g3      |       |
| Salicet             | 8′    |
| Gedeckt             | 8′    |
| Oktawa              | 4′    |
| Rurflet             | 4′    |
| Oktawa              | 2′    |
| Flet                | 2′    |
| Sesquialtera 2-fach | 2 ⁄3′ |
| Mixtura 3-fach      |       |
| Dulcjan             | 8′    |

| Pedal C–f1 |     |
| Subbas     | 16′ |
| Oktawbas   | 8′  |

- Koppeln: II/I, I/P, II/P